# La Dernière Valse (film, 1978)
Pour les articles homonymes, voir La Dernière Valse et The Last Waltz.
Pour plus de détails, voir Fiche technique et Distribution.
La Dernière Valse (The Last Waltz) est le nom donné au « concert d'adieu » du groupe de rock canadien The Band, qui se déroula le jour de Thanksgiving de 1976 (le 25 novembre), au Winterland Ballroom de San Francisco. Outre le Band, de nombreux invités se produisirent ce soir-là, dont Paul Butterfield, Eric Clapton, Neil Diamond, Bob Dylan, Ronnie Hawkins, Dr. John, Joni Mitchell, Van Morrison, Ringo Starr, Muddy Waters, Ron Wood et Neil Young.
Le concert fut filmé par le réalisateur Martin Scorsese, qui en tira un documentaire, sorti en 1978. Le film inclut des performances du concert, des scènes tournées dans un studio d'enregistrement et des interviews des membres du groupe par Scorsese. Un triple album reprenant la bande originale du film sortit la même année. Le film est sorti en DVD en 2002, de même qu'un coffret de 4 CD incluant le concert et des enregistrements en studio liés.
La Dernière Valse est considéré comme l'un des meilleurs concerts jamais filmés. Cependant, le batteur du Band, Levon Helm, a été très critique envers ce film, considérant qu'il était trop centré sur Robbie Robertson, le guitariste et producteur du film, et pas assez sur les autres membres du groupe.

## Synopsis
Commençant sur un panneau disant « This film should be played loud! » (« Ce film doit être écouté fort ! »), en référence à la pochette intérieure de l'album Let It Bleed des Rolling Stones, le documentaire étudie les influences du Band et sa carrière. Le groupe, composé de Rick Danko (guitare basse, violon, chant), Levon Helm (batterie, mandoline, chant), Garth Hudson (claviers, saxophone), Richard Manuel (claviers, percussions, chant), et le compositeur Robbie Robertson à la guitare, commença sa carrière à la fin des années 1950, sous la forme d'un groupe de rock 'n' roll mené par Ronnie Hawkins, le premier invité du concert. Le Band joua pour Bob Dylan dans les années 1960, et Dylan joue avec eux vers la fin du concert.
De nombreux autres artistes jouent avec le Band : Muddy Waters, Paul Butterfield, Neil Young, Joni Mitchell, Van Morrison, Dr. John, Neil Diamond et Eric Clapton, jouant du blues, du rock 'n' roll, du rhythm and blues, de la pop, du folk et du rock. D'autres genres apparaissent dans les séquences filmées ultérieurement en studio, avec Emmylou Harris (country) et The Staple Singers (soul et gospel).
Le film s'ouvre sur le Band interprétant en rappel la dernière chanson de la soirée, une reprise du tube de Marvin Gaye Baby Don't You Do It. L'on revient ensuite au début du concert, et la suite est plus ou moins chronologique. Aidé d'une section cuivre, le groupe interprète bon nombre de ses grands succès, dont Up on Cripple Creek, Stagefright et The Night They Drove Old Dixie Down.
Entre les extraits du concert sont intercalées des séquences en studio et des entrevues menées par le réalisateur Martin Scorsese, durant lesquelles les membres du Band reviennent sur l'histoire du groupe. Robertson évoque l'entrée de Hudson dans le groupe, qui se fit à la condition que les autres membres le paient dix dollars par semaine pour des leçons de musique. Hudson, qui avait reçu une formation classique, pouvait donc dire à la ronde qu'il était professeur de musique, non pas un simple musicien de rock. Robertson décrit également l'expérience surréaliste d'avoir joué dans un night-club appartenant à Jack Ruby, l'assassin de l'assassin présumé du président Kennedy.
Manuel se rappelle que parmi les premiers noms du Band, on compta « the Honkies » et « the Crackers » (les deux sont des termes argotiques pour désigner les blancs, utilisés par les noirs américains). Comme Dylan et leurs amis et voisins de Woodstock les appelaient simplement « The Band » (« le groupe »), ils décidèrent de s'appeler ainsi. On y voit aussi Danko faire visiter à Scorsese le studio du groupe, appelé Shangri-La, et lui jouer un enregistrement de Sip the Wine, une chanson de son futur album solo Rick Danko, sorti en 1977.
Un thème qui revient régulièrement dans les interviews de Robertson est que le concert marque la fin d'une ère pour le Band ; qu'après seize années passées sur la route, il est temps de passer à autre chose. « C'est ce qu'est La Dernière Valse : seize ans de route. Le chiffre commence à devenir effrayant », déclare Robertson à Scorsese. « Je veux dire, je ne pourrais pas supporter d'avoir derrière moi vingt ans de tournées. Je ne crois pas que je pourrais même en parler ». Ce sentiment est encore accentué par le choix des chansons filmées : par exemple, les paroles d'Up on Cripple Creek qui contient la phrase « this living on the road is getting pretty old » (« cette vie d'itinérant commence à se faire longue »).

## Fiche technique
- Titre : La Dernière Valse
- Titre original : The Last Waltz
- Réalisation : Martin Scorsese
- Photographie : Michael Chapman et Hiro Narita (prises de vues additionnelles)
- Montage : Jan Roblee et Yeu-Bun Yee
- Musique : The Band
- Producteur : Robbie Robertson
- Distribution : United Artists (en salles), MGM (DVD)
- Pays d'origine : États-Unis
- Langue : anglais
- Genre : Film de concert
- Durée : 117 minutes
- Date de sortie : 1978

## Origine
L'idée d'un concert d'adieu naquit au début de l'année 1976, après que Richard Manuel fut grièvement blessé lors d'un accident de bateau. Robbie Robertson commença alors à penser à abandonner les concerts pour faire du Band un groupe exclusivement studio, de la même façon que les Beatles avaient décidé d'arrêter les tournées en 1966.
Bien que les autres membres du groupe fussent en désaccord avec la décision de Robertson, le concert fut fixé au Winterland Ballroom de Bill Graham, où le Band avait fait ses débuts en 1969. Le groupe devait à l'origine se produire seul, mais une fois l'idée d'inviter Ronnie Hawkins et Bob Dylan lancée, la liste d'invités commença à croître pour inclure d'autres artistes.

## Le concert

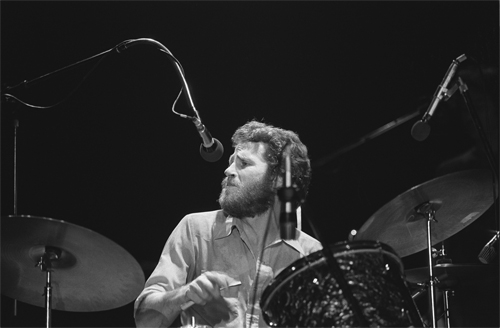
Levon Helm du Band au Santa Cruz Civic Auditorium en 1976.

Promu et organisé par Bill Graham, associé de longue date au Band, le concert fut très élaboré. Il commença à 17 heures, et les 5 000 spectateurs se virent servir un dîner à base de dinde. Il y eut une séance de danse de salon sur une musique du Berkeley Promenade Orchestra, et les poètes Lawrence Ferlinghetti et Michael McClure firent des lectures.
Le Band commença le concert vers 21 heures, commençant avec Up on Cripple Creek, suivi de onze chansons parmi ses plus populaires, dont The Shape I'm In, This Wheel's on Fire and The Night They Drove Old Dixie Down. Ils étaient accompagnés d'une grande section cuivres dont la partition avait été arrangée par Allen Toussaint et d'autres musiciens. Ils furent rejoints par une succession d'invités, à commencer par Ronnie Hawkins. Sous le nom des Hawks, le Band avait été le groupe d'accompagnement de Hawkins au début des années 1960. Dr. John s'installa au piano pour sa chanson la plus célèbre, Such a Night. Passant à la guitare, il rejoignit ensuite Bobby Charles pour Down South in New Orleans.
Le concert prit ensuite une orientation blues avec le joueur d'harmonica Paul Butterfield, Muddy Waters, le pianiste Pinetop Perkins et Eric Clapton. Alors que Clapton interprétait son premier solo, sur Further on Up the Road, la sangle de sa guitare se détacha. Il s'écria « Attendez », mais Robertson reprit le solo sans manquer une mesure.
Suivit Neil Young, qui chanta Helpless avec Joni Mitchell, aux chœurs, mais qui n'apparut pas sur scène. D'après le commentaire de Robertson sur le DVD du documentaire, c'était pour donner à son apparition ultérieure plus de poids. Elle monta sur scène après Young et chanta trois chansons, dont deux avec Dr John aux congas.
Le suivant était Neil Diamond, qui présenta sa chanson Dry Your Eyes en déclarant « Je ne vais faire qu'une chanson, mais je vais la faire bien. » Il avait été invité par Robertson, qui désirait que les compositeurs de Tin Pan Alley fussent représentés. Robertson avait également produit l'album Beautiful Noise de Diamond, sorti la même année, et coécrit Dry Your Eyes, qu'il acclama comme une « grande chanson » durant le concert. L'apparition de Diamond ne fut guère populaire auprès des autres interprètes. Levon Helm se plaignit de l'absence de lien musical avec le Band, tout comme Ron Wood, qui déclara dans une interview en 1980 : « Aucun de nous ne comprenait ce qu'il faisait là ». Apparemment, Bob Dylan le tenait également en piètre estime : une rumeur jamais confirmée veut que lorsque Diamond sortit de scène, il ait dit à Dylan : « Il te faudra être bon pour passer après moi », ce à quoi Dylan aurait répondu : « Qu'est-ce que je dois faire ? Monter sur scène et m'endormir ? »
Van Morrison interpréta ensuite deux chansons, un arrangement original de Tura Lura Lural (That's an Irish Lullaby) en duo avec Richard Manuel, et le clou habituel de ses spectacles, Caravan.
Les Canadiens Young et Mitchell furent alors invités à revenir sur scène pour interpréter Acadian Driftwood, une ode aux Acadiens, avec le Band, qui interpréta ensuite quelques chansons supplémentaires avant que Bob Dylan ne monte sur scène pour mener son ancien groupe d'accompagnement pour quatre chansons.
Avec tous ses invités, ainsi que Ringo Starr à la batterie et Ron Wood à la guitare, le Band interpréta alors I Shall Be Released comme finale. Le chant était partagé par Dylan, l'auteur de la chanson, et Manuel, dont la voix de fausset avait rendu la chanson célèbre sur Music from Big Pink. Cependant, on voit mal ce dernier dans le film, et il passe de sa voix de fausset à sa voix normale entre les couplets.
Il y eut ensuite deux « bœufs ». Le premier comprenait le Band, à l'exception de Richard Manuel, avec Neil Young, Ron Wood et Eric Clapton à la guitare, Dr John au piano, Paul Butterfield à l'harmonica et Ringo Starr à la batterie. Suivit le deuxième bœuf, avec les mêmes, moins Robertson et Danko. Stephen Stills, qui arriva en retard, interpréta un solo de guitare et Carl Radle prit la basse.
Le Band revint alors, vers 2 h 15 du matin, pour interpréter un rappel, Don't Do It. Ce fut la dernière fois que le groupe joua sous cette formation : lorsqu'il se reforma en 1983, Robertson n'y était pas.

## Production

### Filmer le concert
Robertson voulait à l'origine enregistrer le concert en format 16 mm. Il embaucha Martin Scorsese comme réalisateur, en se basant sur son usage de la musique dans Mean Streets. Avec Scorsese, le film prit de l'ampleur et devint une véritable production, avec sept caméras de format 35 mm.
Les caméras étaient dirigées par des chefs opérateurs parmi les plus respectés du métier, dont Michael Chapman (Raging Bull), Vilmos Zsigmond (Rencontres du troisième type) et László Kovács (Easy Rider). Les décors et l'éclairage furent conçus par Boris Leven, qui avait travaillé sur les comédies musicales West Side Story et La Mélodie du bonheur. Grâce à Bill Graham, les décors de la production de La traviata par l'opéra de San Francisco furent loués pour servir de toile de fond. Des chandeliers en cristal furent également suspendus au-dessus de la scène.
Scorsese planifia méticuleusement le scénarimage des chansons, réglant l'éclairage et les angles de prise de vue en accord avec les paroles des chansons. Mais en dépit de tous ses efforts, il y eut des imprévus durant le tournage, et toutes les chansons ne purent pas être filmées. Ainsi, à un moment, toutes les caméras s'étaient arrêtées, sauf celle de László Kovács, alors que Muddy Waters s'apprêtait à jouer Mannish Boy. Kovács, agacé par les ordres constants de Scorsese, avait enlevé ses écouteurs auparavant et n'entendit donc point le signal d'arrêter de filmer. Alors que Scorsese tentait frénétiquement de relancer les autres caméras, Kovács tournait déjà, et il fut en mesure de recueillir la fameuse chanson du bluesman. « C'était purement de la chance », se rappelle Scorsese.

### Négociations avec Dylan
Si Bob Dylan avait accepté de jouer, il ne voulait pas être filmé, craignant que cela concurrence son propre projet de film, Renaldo and Clara. Warner Bros. avait accepté de financer le tournage de La Dernière Valse en supposant que Dylan serait présent dans le film et la bande originale. Des négociations eurent lieu en coulisses, durant un entracte. Robertson promit à Dylan que la sortie du film du concert serait reportée après la sortie de son film, et Dylan céda et accepta d'être filmé. Le promoteur Bill Graham fut également impliqué dans les débats. « Quelqu'un travaillant avec Bob a dit "On ne filmera pas ça". Et Bill a simplement dit "Sortez d'ici ou je vous tuerai" », affirme Robertson dans le livret de la réédition de 2002 de l'album. « Ça a marché. »
D'après Scorsese, Dylan stipula que seulement deux de ses chansons pouvaient être filmées : Baby Let Me Follow You Down et Forever Young. « Quand Dylan est monté sur scène, le son était si fort, je ne savais pas quoi filmer », se rappela Scorsese par la suite. « Bill Graham était à côté de moi, il hurlait "Filme-le ! Filme-le ! Il vient des mêmes rues que toi. Ne le laisse pas te bousculer." Heureusement, les angles de vue étaient bons et nous avons filmé les deux chansons utilisées dans le film. »

### Production post-concert
Après le concert, Scorsese tourna pendant plusieurs jours dans un studio de la MGM, avec le Band, les Staple Singers et Emmylou Harris. Les interviews des membres du groupe furent conduites par Scorsese au studio Shangri-La de Malibu, en Californie. En outre, Robertson composa The Last Waltz Suite, dont des extraits servirent de générique.
Scorsese devant travailler sur New York, New York, ainsi que sur un autre documentaire, American Boy: A Profile of Steven Prince, la sortie du film fut repoussée jusqu'en 1978.
Durant cette période, Scorsese et Robertson devinrent amis. Ils collaborèrent sur d'autres projets par la suite : Robertson fut consultant et producteur de la musique des films Raging Bull, La Valse des pantins, La Couleur de l'argent, Casino, Gangs of New York et Les Infiltrés.

### Drogue
Scorsese a avoué avoir consommé de grandes quantités de cocaïne durant cette période. Beaucoup de drogue circulait pendant le concert. Dans les coulisses, une pièce était peinte en blanc et décorée de nez découpés de masques en plastique, avec des sons de reniflement diffusés en arrière-plan. Une goutte de cocaïne pendant au nez de Neil Young fut retirée durant la post-production grâce à la rotoscopie,.

## Accueil

### Critique
La critique a acclamé le film, considéré comme l'un des meilleurs concerts filmés. Michael Wilmington, critique au Chicago Tribune, le qualifie de « meilleur film de concert de rock jamais tourné, et peut-être le meilleur film de rock, point barre. » Dans le Detroit Free Press, Terry Lawson affirme qu'il s'agit de « l'une des plus grandes expériences cinématographiques ». Total Film le considère comme « le plus grand concert jamais filmé ». Sur Rotten Tomatoes, le film bénéficie d'une note de 97 %, avec une seule critique négative sur 37 : celle de Janet Maslin, du The New York Times. Elle y dit qu'il « exprime tellement peu la sensation d'une fin de période à laquelle est fait allusion … qu'il est impossible de voir The Last Waltz comme quoi que ce soit d'autre qu'une œuvre vouée à tomber dans l'oubli. » Le critique musical Robert Christgau a donné une note de B+ à la bande originale, affirmant que « le film s'améliore lorsqu'on ne peut pas le voir ». Il loue les titres de blues joués par Muddy Waters et Paul Butterfield, la partition pour les cuivres d'Allen Toussaint, et le duo de guitare « cinglant, quoique désordonné » de Robertson et d'Eric Clapton.

### Critiques de Levon Helm
Dans son autobiographie This Wheel's on Fire, parue en 1993, Levon Helm émet de sérieux doutes sur le traitement du film par Scorsese, affirmant qu'il réduit le Band à un simple groupe d'accompagnement pour Robbie Robertson. Il affirme que Robertson chantait en fait dans un micro qui fut éteint durant la plus grande partie du concert, et que la majeure partie de la bande originale fut présonorisée.
Il regrette la faible présence de Manuel et Hudson, notamment lorsque Manuel chante la dernière chanson, I Shall Be Released, complètement dissimulé par les nombreux invités. Cette séquence contient plusieurs plans de Ronnie Hawkins qui contemple le travail des autres, n'étant pas lui-même en train de chanter, et pourtant Manuel demeure invisible. Cependant, on peut percevoir, durant cette scène, un cadreur qui tente de filmer Manuel au piano, puis qui abandonne à cause de problèmes techniques ou de l'impossibilité de filmer.

## Parution en DVD
En 2002, à l'occasion du vingt-cinquième anniversaire du concert, le film a été remasterisé et diffusé de façon limitée pour promouvoir la sortie du DVD et du coffret 4 CD de la bande originale du film. Il a débuté au Castro Theatre de San Francisco, et a ensuite été diffusé dans 15 salles.
Le DVD inclut des commentaires de Robertson et Scorsese, un mini-documentaire Revisiting The Last Waltz, et une galerie d'images du concert, du tournage et de la première du film. Le Bœuf n°2 est présent comme scène bonus, mais incomplet, l'équipe étant tombée à court de synchroniseurs sonores pour les caméras après dix heures de tournage en continu.
En 2006, La Dernière Valse est l'un des vingt premiers titres sortis au format Blu-Ray par Sony.

## Albums
La première bande originale du film, un triple album, est sortie le 16 avril 1978 ; elle a depuis été rééditée sur deux CD. Elle contient de nombreuses chansons absentes du film, dont Down South in New Orleans avec Bobby Charles et Dr. John à la guitare, Tura Lura Lural (That's an Irish Lullaby) par Van Morrison, Life Is a Carnival par le Band, et une chanson supplémentaire avec Bob Dylan.
Un coffret de quatre CD est paru en 2002, de même qu'une édition DVD-Audio. L'album a été produit par Robbie Robertson, qui a remasterisé toutes les chansons. Il contient 16 chansons jusqu'ici inédites, ainsi que des prises des répétitions. Parmi les ajouts, on compte Caldonia par Muddy Waters, la version concert de The Weight, l'intégralité des Bœufs 1 et 2, et des performances complétées de Joni Mitchell et Bob Dylan.
Les bandes originales subirent une production post-concert impliquant beaucoup d'overdubbing et de re-séquençage. Un album pirate, effectué des enregistrements originaux de ce concert, a été mis en circulation, constituant un témoignage plus exact et plus complet de l'événement ; il contient des chansons absentes du film et des albums officiels, dont Georgia on My Mind, King Harvest, Chest Fever dans sa totalité, et la version sur scène d'Evangeline.

## Performances

### Dans le film
- Don't Do It (The Band)
- Theme from The Last Waltz (The Band)
- Up on Cripple Creek (The Band)
- The Shape I'm In (The Band)
- Who Do You Love (Ronnie Hawkins)
- It Makes No Difference (The Band)
- Introduction des Contes de Canterbury en dialecte Chaucerien (Michael McClure)
- Such a Night (Dr. John)
- Helpless (Neil Young)
- Stage Fright (The Band)
- The Weight (version studio) (The Band et The Staple Singers)
- The Night They Drove Old Dixie Down (The Band)
- Dry Your Eyes (Neil Diamond)
- Coyote (Joni Mitchell)
- Mystery Train (Paul Butterfield)
- Mannish Boy (Muddy Waters)
- Further on up the Road (Eric Clapton)
- Evangeline (version studio) (The Band et Emmylou Harris)
- Genetic Method / Chest Fever (Garth Hudson)
- Ophelia (The Band)
- Caravan (Van Morrison)
- Loud Prayer (Lawrence Ferlinghetti)
- Forever Young (Bob Dylan)
- Baby Let Me Follow You Down (Bob Dylan)
- I Shall Be Released (The Band et invités, plus Ron Wood et Ringo Starr)

### Durant le concert
- Up on Cripple Creek (The Band)
- The Shape I'm In (The Band)
- It Makes No Difference (The Band)
- Life Is a Carnival (The Band)
- This Wheel's on Fire (The Band)
- W.S. Walcott Medicine Show (The Band)
- Georgia on My Mind (The Band)
- Ophelia (The Band)
- King Harvest (Has Surely Come) (The Band)
- The Night They Drove Old Dixie Down (The Band)
- Stagefright (The Band)
- Rag Mama Rag (The Band)
- Who Do You Love (Ronnie Hawkins)
- Such a Night (Dr. John)
- Down South in New Orleans (Bobby Charles et Dr. John)
- Mystery Train (Paul Butterfield)
- Caldonia (Muddy Waters)
- Mannish Boy (Muddy Waters)
- All Our Past Times (Eric Clapton)
- Further on up the Road (Eric Clapton)
- Helpless (Neil Young)
- Four Strong Winds (Neil Young)
- Coyote (Joni Mitchell)
- Shadows and Light (Joni Mitchell)
- Furry Sings the Blues (Joni Mitchell)
- Dry Your Eyes (Neil Diamond)
- Tura Lura Lural (That's an Irish Lullaby) (Van Morrison)
- Caravan (Van Morrison)
- Acadian Driftwood (The Band, Neil Young et Joni Mitchell)
- Genetic Method / Chest Fever (The Band)
- Evangeline (version du concert) (The Band)
- The Weight (version du concert) (The Band)
- Baby Let Me Follow You Down (Bob Dylan)
- Hazel (Bob Dylan)
- I Don't Believe You (Bob Dylan)
- Forever Young (Bob Dylan)
- Baby Let Me Follow You Down (reprise) (Bob Dylan)
- I Shall Be Released (The Band et invités, plus Ron Wood et Ringo Starr)
- Jam #1 (Neil Young, Ron Wood, Eric Clapton, Robbie Robertson, Paul Butterfield, Dr. John, Garth Hudson, Rick Danko, Ringo Starr et Levon Helm)
- Jam #2 (Neil Young, Ron Wood, Eric Clapton, Stephen Stills, Paul Butterfield, Dr John, Garth Hudson, Carl Radle, Ringo Starr et Levon Helm)
- Don't Do It (The Band)

## Interprètes
| - Rick Danko : basse, violon, chant - Levon Helm : batterie, mandoline, chant - Garth Hudson : orgue, piano, accordéon, synthétiseurs, saxophone soprano - Richard Manuel : piano, orgue, batterie, clavecin, dobro, chant - Robbie Robertson : guitare, piano, chant - Rich Cooper : trompette, bugle - James Gordon : flûte, saxophone ténor, clarinette - Jerry Hay : trompette, bugle - Howard Johnson : tuba, saxophone baryton, bugle, clarinette basse - Charlie Keagle : clarinette, flûte, saxophone - Tom Malone : trombone, euphonium, flûte en sol - Larry Packer : violon électrique - Cuivres arrangés par Henry Glover, Garth Hudson, Howard Johnson, Tom Malone, John Simon et Allen Toussaint - Bob Margolin : guitare (Muddy Waters) - Dennis St. John : batterie (Neil Diamond) - John Simon : piano (Tura Lura Lural, Georgia on My Mind) | - Paul Butterfield : harmonica, chant - Bobby Charles : chant - Eric Clapton : guitare, chant - Neil Diamond : guitare, chant - Dr. John : piano, guitare, congas, chant - Bob Dylan : guitare, chant - Bill Graham : maître de cérémonie - Emmylou Harris : guitare acoustique, chant - Ronnie Hawkins : chant - Joni Mitchell : guitare acoustique, chant - Van Morrison : chant - Pinetop Perkins : piano, chant - Carl Radle : basse - Cleotha Staples : chœurs - Mavis Staples : chant - Roebuck « Pops » Staples : guitare, chant - Yvonne Staples : chœurs - Ringo Starr : batterie - Stephen Stills : guitare - Muddy Waters : chant - Ron Wood : guitare - Neil Young : guitares, harmonica, chant |

## Source
- (en) Cet article est partiellement ou en totalité issu de l’article de Wikipédia en anglais intitulé « The Last Waltz » (voir la liste des auteurs).